# Троицкий, Александр Ильич
Александр Ильич Троицкий (1871 — после 1917) — священник, член III Государственной думы от Тверской губернии.

## Биография

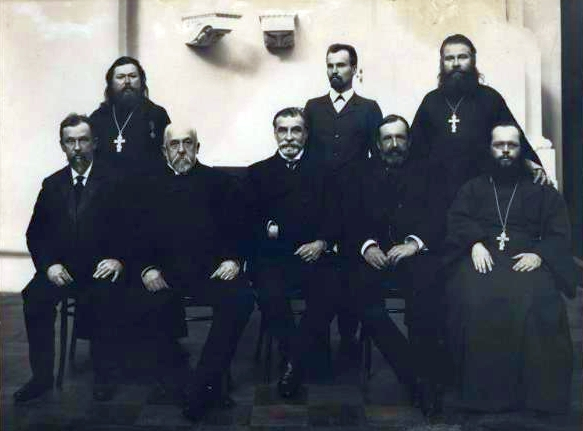
Депутаты Государственной Думы III созыва от Тверской губернии. Стоят: Н. И. Гумилин, П. П. Дворянинов, В. П. Куприянов; Сидят: И. И. Большаков, А. С. Паскин, Н. П. Шубинский, А. А. Лодыженский, А. И. Троицкий

Окончил Осташковское духовное училище и Тверскую духовную семинарию (1894). По окончании семинарии в течение пяти лет состоял земским учителем в Весьегонском уезде. В 1899 году был рукоположён в священники и определён к соборной Успенской церкви города Зубцова, при которой и числился всё дальнейшее время. Был членом уездного отделения епархиального училищного совета. Домовладелец.
В 1907 году был избран членом III Государственной думы от 2-го съезда городских избирателей Тверской губернии. Входил во фракцию октябристов. Состоял членом комиссии по делам православной церкви. По окончании полномочий Государственной думы продолжил служить в Зубцове.
В 1916 году — председатель уездного отделения епархиального училищного совета. Дальнейшая судьба неизвестна.